# Condado de Pocahontas (Iowa)
O Condado de Pocahontas é um dos 99 condados do estado norte-americano do Iowa. A sede do condado é Pocahontas, que é também a sua maior cidade. O condado tem uma área de 1500 km² (dos quais 4 km² estão cobertos por água), uma população de 8662 habitantes, e uma densidade populacional de 6 hab/km² (segundo o censo nacional de 2000). O condado foi fundado em 1851 e o seu nome é uma homenagem a Pocahontas, uma índia de Jamestown Settlement, na Virgínia, filha do chefe Powhatan e esposa do inglês John Rolfe.